# Alberto Fujimori
Alberto Ken'ya Fujimori (japansk: アルベルト・ケンヤ・フジモリ Aruberuto Ken'ya Fujimori, (født 26. juli 1938 i Lima, død 11. september 2024 smst.), også kendt som Ken'ya Fujimori (藤森 謙也 Fujimori Ken'ya) var en japansk-peruviansk politiker, som i perioden 28. juli 1990 – 17. november 2000 var præsident i Peru. Han blev den første person af østasiatisk oprindelse, som har været statsleder i en latinamerikansk nation, og efter Arthur Chung (en) som var ceremoniel præsident i Guyana, den anden østasiat som var leder af en ikke-asiatisk stat.
Fujimori fik æren for at have stabiliseret økonomien efter den omskiftelige tid under Alan García, og under hans styre blev der også fred efter årevis med interne stridigheder. Han blev samtidig kritiseret for sit autoritære lederskab, specielt efter det såkaldte "auto-kup" i 1992. I slutningen af år 2000 drog han på et Asia-Pacific Economic Cooperation møde i Brunei, og fortsatte derfra til Japan hvor han offentliggjorde at han gik af. I oktober 2005 annoncerede Fujimori, at han ville stille som kandidat til præsidentvalget i april 2006. 

## Anklager og domme
Han blev imidlertid på foranledning af peruanske myndigheder forlangt udleveret til retsforfølgelse i Peru. Den anmodning afviste Japan. Han blev i 2005 anholdt i Chile og udleveret. Tilbage i Peru blev Fujimori anklaget for brud på menneskerettighederne, drab, bortførelser og anden magtmisbrug. Nøglepunkter i anklagerne var drab på 25 mennesker i 1991 og 1992, begået af dødspatruljer, men angiveligt efter direkte ordre fra præsidenten. 7. april 2009 blev han idømt 25 års fængsel, og senere blev han yderligere idømt seks års fængsel for korruption. Han blev af helbredsmæssige årsager benådet i december 2017 og fredag 5. januar 2018, efter otte års afsoning, løsladt.